# ロバート・E・ピアリー (フリゲート)
| USS Robert E. Peary (FF-1073) |                                                                |
| 艦歴                          |                                                                |
| 発注                          | 1964年7月22日                                                  |
| 起工                          | 1970年12月20日                                                 |
| 進水                          | 1971年6月23日                                                  |
| 就役                          | 1972年9月23日                                                  |
| 退役                          | 1992年8月7日                                                   |
| その後                        | 台湾海軍へ移管                                                 |
| 除籍                          | 1995年1月11日                                                  |
| 性能諸元                      |                                                                |
| 排水量                        | 基準: 3,068t                                                   |
| 排水量                        | 満載: 4,130t                                                   |
| 全長                          | 133.5 m (438 ft)                                               |
| 全幅                          | 14.33 m (47 ft)                                                |
| 吃水                          | 7.62 m (24.75 ft)                                              |
| 機関                          | 水管ボイラー (84.4at, 538℃)×2缶                                |
| 機関                          | 蒸気タービン (35,000hp)×1基                                    |
| 機関                          | スクリュープロペラ×1軸                                         |
| 速力                          | 最大: 27ノット以上                                             |
| 航続距離                      | 4,500海里 (20ノット巡航時)                                     |
| 乗員                          | 士官16名、曹士211名                                            |
| 兵装                          | Mk.42 5インチ単装速射砲×1基                                    |
| 兵装                          | Mk.15 20mmCIWS×1基 ※BPDMSと交換に後日装備                      |
| 兵装                          | シースパローBPDMS 8連装発射機×1基 ※後日装備, 後にCIWSに換装    |
| 兵装                          | Mk.16 8連装ミサイル発射機×1基 (アスロックSUM, ハープーンSSM用) |
| 兵装                          | Mk.32 mod.9 連装短魚雷発射管×2基                               |
| 艦載機                        | QH-50 DASH×2機 ※SH-2 LAMPSヘリコプター×1機に 後日換装          |
| FCS                           | Mk.68 砲射撃指揮用                                             |
| FCS                           | Mk.114 水中攻撃指揮用                                          |
| センサ                        | AN/SPS-40 対空捜索レーダー                                     |
| センサ                        | AN/SPS-10 対水上捜索レーダー ※AN/SPS-67に後日換装              |
| センサ                        | AN/SQS-26CX 艦首装備ソナー                                     |
| センサ                        | AN/SQS-35 可変深度ソナー ※AN/SQR-18戦術曳航ソナーに後日換装    |
| 電子戦                        | AN/WLR-1C電波探知装置 ※AN/SLQ-32に後日換装                     |
| 電子戦                        | AN/ULQ-6C電波妨害装置 ※AN/SLQ-32への換装と同時に撤去           |
| 電子戦                        | Mk.137 6連装デコイ発射機×2基 ※後日装備                         |
| モットー                      |                                                                |

ロバート・E・ピアリー（英語: USS Robert E. Peary, FF-1073）は、アメリカ海軍のフリゲート。ノックス級フリゲートの番艦。艦名はロバート・ピアリーに因む。その名を持つ艦としては2隻目（ピアリーに因む名を持つ艦としては3隻目）。就役時は護衛駆逐艦に分類された。

## 艦歴
ロバート・E・ピアリーはワシントン州シアトルのロッキード造船で1970年12月20日に起工する。1971年6月26日にジョセフィン・ピアリーによって命名、進水し、1972年8月11日に海軍に引き渡され、1972年9月23日に艦長チャールズ・ビーズリー中佐の指揮下就役した。
太平洋北部沿岸での2ヶ月におよぶ様々な試験と公試の後、ロバート・E・ピアリーは11月8日に母港のカリフォルニア州ロングビーチに向けて出航した。その後およそ1年間ロングビーチ海域に留まり、1973年11月9日に西太平洋に展開、10日後にフィリピンのスービック湾に到着した。
ロバート・E・ピアリーは1992年8月7日に退役、1995年11月11日に除籍され、台湾海軍に移管された。台湾海軍では濟陽 (FFG-932) の艦名で就役したが、2015年5月1日に退役した。